# Estádio Rino Mercante
O Estádio Rino Mercante localiza-se no município de Bassano del Grappa, na Itália, província de Vicenza. O estádio tem capacidade para 3.900 pessoas, confortavelmente. Foi fundado no ano de 1908 e o presidente atual do clube a que ele pertence, Bassano Virtus 55 Soccer Team, chama-se Roberto Masiero.